# Loving Man (canción de Erasure)
Loving Man es una canción del dueto británico de música electrónica y synth pop, Erasure. 

## Descripción
Loving Man cuenta con la particularidad de -pese a no haberse editado como sencillo- contar con un video de difusión de la versión remezclada Knocking Ghost remix, el cual se presentó a propósito del Día de San Valentín el 14 de febrero de 2014, y fue subtitulada como "Cuando Cupido usa su música en vez de flechas".

Loving Man fue compuesta por Vince Clarke y Andy Bell.

## Detalle
El video de Loving Man es un compilado de imágenes de la película francesa en blanco y negro "Le Piano Irrésistible" de 1907.

## Créditos
Loving Man fue escrito por Vince Clarke y Andy Bell.

### Datos técnicos
- Producción: Erasure y Gareth Jones.
- Producción adicional y mezcla: Richard X y Pete Hoffman.
- Programación adicional: Gareth Jones.
- Masterización: Mike Marsh en The Exchange Mastering.
  - La remezcla Knocking Ghost remix fue remezclada por Knocking Ghost (Rob Taylor y Neil Quinlan).